# 哈斯基高地
84°53′S 176°0′E / 84.883°S 176.000°E
哈斯基高地（英語：Husky Heights）是南極洲的高地，位於杜費克海岸，屬於毛德王后山脈的一部分，處於海恩斯山東南面7公里，名稱取自哈斯基冰穹，現時由南極條約體系管理。